# Put Your Hands Up for Detroit
«Put Your Hands Up 4 Detroit» es un sencillo de house/tech house realizado por el DJ y productor holandés Fedde le Grand.
La canción fue lanzada en Holanda, el 26 de junio de 2006, llegando al número cuatro del Top 40 holandés. Fue lanzado en el resto de Europa (excepto en el Reino Unido) en agosto de 2006, y disfrutó de una creciente popularidad, siendo primero en las listas en octubre de 2006.
Este sencillo, en un principio alcanzó el número uno por un total de 9 semanas en la UK Dance Chart y el 53 en las listas de sencillos del Reino Unido antes de ser lanzada en CD, desde un disco de vinilo de 12". El 23 de octubre de 2006 se produjo un lanzamiento completo en el Reino Unido y saltó al número dos de la lista de sencillos de dicho país, vendiendo 46 000 copias. La semana siguiente, la canción escaló hasta el número uno. Permaneció en la cima durante una semana antes de ser derrocado por "The Rose", de Westlife. El sencillo estuvo en el top 20 de ventas de sencillos del R.Unido del año.
En Alemania, se hizo un remix que incluía versos de los raperos Bizarre, miembro de D12, y King Gordy
En el Reino Unido y Australia, la canción fue lanzada como "Put Your Hands Up For Detroit", con "for" sustituyendo "4" en el título.
Singularmente, la canción consiguió una aceptación muy limitada en Detroit, mientras que en Europa y más en concreto, en los Países Bajos gozó de gran popularidad.
La cantante Madonna, nativa de Bay City, cerca de Detroit usó un sample de la canción en una remezcla de su sencillo «Music» como parte de la gira mundial Sticky & Sweet Tour de su álbum Hard Candy.

## Videoclip

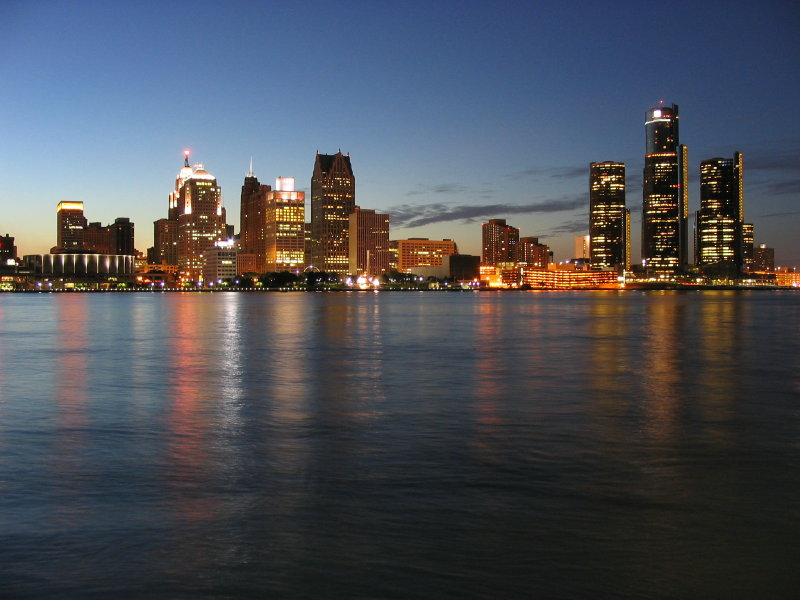
Los rascacielos de Detroit iluminados por la noche conforman la portada de la edición internacional del álbum

El videoclip fue dirigido por Marcus Adams. En éste, aparece un laboratorio científico en Detroit en el que unas ginoides, (Aimee Bramall, Emma Wharton, Lauren Ridealgh y Anchelique Mariano) crean androides (Arran García). El vídeo está disponible en dos versiones, uno normal y otro extendido. Todos los androides creados son sometidos a un estriptis de las ginoides, para ver cual es su reacción. El primero sufre un cortocircuito, el segundo se siente atraído por un científico supervisor (Fedde le Grand), sin inmutarse ante las estríperes. El tercer androide funciona correctamente, pero éste descubre que es un robot en vez de un humano, así que escapa, causando un apagón del sistema, que acaba con el funcionamiento de las ginoides y de él mismo.

## Letra
- Después de muchas confusiones con respecto a la letra correcta de la canción, Fedde le Grand confirmó en su web oficial que las líricas decían: "Put your hands up for Detroit, our lovely city" (Levanten las manos por Detroit, nuestra encantadora ciudad)[4]
- La letra original contiene el sample de la canción de Matthew Dear de 1999 "Hands Up For Detroit"[5]

## Formatos y lista de canciones
Holanda, single en vinilo de 12" (Flamingo Recordings)
Cara-A
1. «Put Your Hands Up 4 Detroit» (6:32)

Cara-B
1. «Take No Shhh» (6:30)
2. «U Know Who» (6:47)

Holanda/Bélgica, CD maxi single (Spinnin' Records/ARS Productions)
1. «Put Your Hands Up 4 Detroit» [Edición radio] - 2:43
2. «Put Your Hands Up 4 Detroit» [Mix extendida] - 6:36
3. «Put Your Hands Up 4 Detroit» [Dub Mix] - 6:34

R.Unido, Reedición CD single (Data Records)
1. «Put Your Hands Up 4 Detroit» [Edit] - 2:30
2. «Put Your Hands Up 4 Detroit» [Mix Extendida] - 6:36
3. «Put Your Hands Up 4 Detroit» [TV Rock y Dirty South Melbourne Militia Remix] - 6:51
4. «Put Your Hands Up 4 Detroit» [DJ Delicious & Till West Remix] - 6:26
5. «Put Your Hands Up 4 Detroit» [Soul Central Loves Detroit Remix] - 5:58
6. «Put Your Hands Up 4 Detroit» - 2:26
7. «Put Your Hands Up 4 Detroit» [Video] [Versión normal]
8. «Put Your Hands Up 4 Detroit» [Video] [Versión extendida]

En la pista 6, se ha eliminado "for Detroit" (tanto en la letra como en el título de la canción).
Reino Unido, single en vinilo de 12" (Data Records) / Francia, en vinilo de 12" (Universal Licensing Music)
Cara-A
1. «Put Your Hands Up 4 Detroit» [Club Mix] - 6:37
2. «Put Your Hands Up 4 Detroit» [DJ Delicious y Till West Remix] - 6:26

B-side
1. «Put Your Hands Up 4 Detroit» [TV Rock y Dirty South Melbourne Militia Remix] - 6:51
2. «Put Your Hands Up 4 Detroit» [Claude Von Stroke Packard Plant Remix] - 7:07
3. «Put Your Hands Up 4 Detroit» [A Cappella] [Solo in UK]

Alemania, CD maxi single (Kontor Records/Edel Records)
1. «Put Your Hands Up 4 Detroit» [Edición radio] - 2:22
2. «Put Your Hands Up 4 Detroit» (feat. King Gordy y Bizarre) - 3:05
3. «Put Your Hands Up 4 Detroit» [Club Mix] - 6:37
4. «Put Your Hands Up 4 Detroit» [DJ Delicious y Till West Remix] - 6:33
5. «Put Your Hands Up 4 Detroit» [TV Rock y Dirty South Melbourne Militia Remix] - 6:50

Promo CDM
1. «Put Your Hands Up 4 Detroit» [Edición radio]
2. «Put Your Hands Up 4 Detroit» [Club Mix]
3. «Put Your Hands Up 4 Detroit» [Dub Mix]
4. «Put Your Hands Up 4 Detroit» [Mix original]
5. «Put Your Hands Up 4 Detroit» [Mix extendida]
6. «Put Your Hands Up 4 Detroit» [Soul Central Loves Detroit Remix]
7. «Put Your Hands Up 4 Detroit» [Claude Von Stroke Remix]
8. «Put Your Hands Up 4 Detroit» [Dj Delicious & Till West Remix]
9. «Put Your Hands Up 4 Detroit» [TV Rock & Dirty South Remix]
10. «Put Your Hands Up 4 Detroit» [Put Your Hands Up For Your City Remix]
11. «Put Your Hands Up 4 Detroit» [Packard Plant Remix]
12. «Put Your Hands Up 4 Detroit» [Melbourne Militia Remix]
13. «Put Your Hands Up 4 The Wall»

DJ Kafe Promo Mix - Serbia 2007
1. The Drill vs. Fedde Le Grand - Put your hands up for the drill (Tamerlane mash up)

## Clasificación en las listas

### Listas
| País         | Lista                   | Posición          |
| ------------ | ----------------------- | ----------------- |
| Bulgaria     | Airplay Chart           | 1                 |
| Reino Unido  | UK Singles Chart        | 1                 |
| Reino Unido  | UK Dance Chart          | 1 (por 9 semanas) |
| Bulgaria     | Singles Chart           | 1                 |
| España       | Dance singles Chart     | 1                 |
| Rusia        | Dance singles Chart     | 1                 |
| Finlandia    | Suomen virallinen lista | 1                 |
| Irlanda      | Irish Singles Chart     | 3                 |
| Países Bajos | Dutch Top 40            | 4                 |
| Dinamarca    | Tracklisten             | 5                 |
| España       | Promusicae              | 7                 |
| Australia    | ARIA Charts             | 8                 |
| Bélgica      | Ultratop 50 flamenca    | 14                |
| Suecia       | Sverigetopplistan       | 33                |
| Francia      | SNEP                    | 34                |
| Austria      | Ö3 Austria Top 75       | 56                |
| Alemania     | Media Control Charts    | 59                |
| Suiza        | Swiss Singles Chart     | 61                |

### Sucesión en listas
| Predecesor: «Star Girl» de Mcfly                          | UK Singles Chart — Sencillo Nro 1 5 de diciembre de 2006      | Sucesor: «The Rose» de Westlife         |
| Predecesor: «Viides vuodenaika» de Mokoma                 | Suomen virallinen lista — Sencillo Nro 1 45.ª semana del 2006 | Sucesor: «Ah Ahtaita Aikoja» de Viikate |
| Predecesor: «Tell Me» de P.Diddy feat. Christina Aguilera | Lista búlgara Airplay — Sencillo Nro 1 22 de enero de 2007    | Sucesor: «Wind It Up» de Gwen Stefani   |